# Kemplong
Kemplong is een bestuurslaag in het regentschap Pekalongan van de provincie Midden-Java, Indonesië. Kemplong telt 3221 inwoners (volkstelling 2010).